# Sejm piotrkowski 1534
Sejm piotrkowski 1534 – sejm walny Korony Królestwa polskiego zwołany 10 października 1533 roku do Piotrkowa.
Sejmiki przedsejmowe odbyły się: średzki 6 grudnia, główny wielkopolski w Kole 16 grudnia 1533 roku. 
Obrady sejmu trwały od 6 stycznia do 28 lutego 1534 roku. 28 lutego 1534 roku został wydany uniwersał poborowy w Wilnie.